# Mount Trott
Mount Trott är ett berg i Antarktis. Det ligger i Östantarktis. Australien gör anspråk på området. Toppen på Mount Trott är 1 528 meter över havet.
Terrängen runt Mount Trott är huvudsakligen lite kuperad. Trakten är obefolkad. Det finns inga samhällen i närheten.